# 1965 у літературі

## Події
- Запроваджена премія Неб'юла

## Нагороди
- Нобелівську премію з літератури отримав російський письменник Михайло Шолохов.

## Народились
- Абдурахман Вабері
- Адам Пшехшта
- Александр Жарден
- Альберт Санчес Піньйоль
- Андрес Аллан
- Анна Шевченко
- Ахроменко Владислав Ігорович
- Байдак Ігор Миколайович
- Батіг Михайло Степанович
- Батьковська Галина Станіславівна
- Беата Павліковська
- Бен Стіллер
- Березівська Лариса Дмитрівна
- Біл Бейлі
- Білик Олександр Миколайович
- Буряк Михайло Михайлович
- Валері Трієрвейлер
- Вікторія Платова
- Власенко Ірина Володимирівна
- Волков Олексій Михайлович
- Володай (Зубкова) Тетяна Володимирівна
- Гайко Геннадій Іванович
- Гапа Ольга Євстахівна
- Гуменюк Борис Борисович
- Дацюк Сергій Аркадійович
- Ден Абнетт
- Денніс Лігейн
- Джефф Натансон
- Джоан Роулінг
- Джорджія Бінг
- Джульєт Ландау
- Долик Любов Юріївна
- Драч Едуард Валерійович
- Едгар Міттельгольцер
- Елізабетт Гноун
- Еммануель Бурдьє
- Єшкілєв Володимир Львович
- Жабінська Євгенія
- Завялова Інеса Андріївна
- Йон Колфер
- Іван Крастев
- Ілля Троянов
- Іщенко Ростислав Володимирович
- Карін Альвтеген
- Касперський Євгеній Валентинович
- Катрін Танв'є
- Кейт Ленгброк
- Колум Макканн
- Констанкевич Ірина Мирославівна
- Крачило Олексій Володимирович
- Ліза Азуелос
- Лучук Іван Володимирович
- Лявон Вольський
- Мавроді Сергій Анатолійович
- Майкл Делл
- Майкл Маршалл Сміт
- Макс Фрай
- Манн Ігор Борисович
- Марек Вавжинський
- Марков Олександр Володимирович (біолог)
- Матвієнко Костянтин Степанович
- Мерле Яягер
- Микицей Марія Дмитрівна
- Михальська Лариса Романівна
- Мілан Огнисько
- Міхал Шанда
- Мішуріна Марія Олексіївна
- Музика Ярослав Петрович
- Недін Лариса Миколаївна
- Ніколас Спаркс
- Нуріда Атеші
- Нянькіна Лідія Степанівна
- Обрєзкова Ніна Олександрівна
- Олів'є Пі
- Орленко Андрій Вікторович
- Павліна Порізкова
- Педро Ленц
- Платошкін Микола Миколайович
- Прокопенко Ігор Станіславович
- П'ятаченко Сергій Васильович
- Раян Мерфі
- Річард Морган
- Річард Чізмар
- Робін Шарма
- Рогожинський Микола Володимирович
- Рублевська Людмила Іванівна
- Свержин Володимир Ігорович
- Сестри Вачовскі
- Симона Вілар
- Скотт Сміт
- Солончук Людмила Леонідівна
- Стебелєв Андрій Валентинович
- Стівен Бічі
- Сюзанна Кронзукер
- Тед Реймі
- Тетяна Цой
- Ткачівська Марія Романівна
- Томас Бруссіг
- Трейсі Леттс
- Фредерік Беґбеде
- Хань Сун
- Чуприна Борис Володимирович
- Шаварська Ніна Григорівна
- Шейніна Олена Яківна
- Шубинський Валерій Ігорович
- Щепан Садурський
- Юдов Василь Михайлович
- Юхниця Євген Леонідович
- Ярослав Ґжендович
- Яцек Пекара

## Померли
- Аксель Сандемусе
- Алехандро Касона
- Амджад Хайдерабаді
- Бендасюк Семен Юрійович
- Білецька Текля Теодорівна
- Білобабченко Сергій Гаврилович
- Вацлав Граб'є
- Вечканов Серафим Омелянович
- Вінстон Черчилль
- Владас Абрамавічюс
- Гаральд Бергстедт
- Гомзин Борис Володимирович
- Демидчук Семен
- Джордже Келинеску
- Дімо Сяров
- Дон Пауелл
- Едвард Елмер Сміт
- Едогава Рампо
- Єньо фон Еган-Крігер
- Жак Одіберті
- Зайцев Павло Іванович
- Зіна Рабінович
- Каган Абрам Якович
- Керім Джаманакли
- Кириленко Варфоломій Гаврилович
- Козланюк Петро Степанович
- Копиця Давид Демидович
- Лукіянович Денис Якович
- Марія Домбровська
- Марунич Ольга Іванівна
- Наморадзе Георгій Андрійович
- Нестер Степан
- Обручев Сергій Володимирович
- Пастернак Євгенія Володимирівна
- Підгайний Семен Олександрович
- Пранас Дайліде
- Радченко Олександра Миколаївна
- Рендалл Джарелл
- Сомерсет Моем
- Сосюра Володимир Миколайович
- Строкун Тихін Григорович
- Студинський Юрій Кирилович
- Тимошенко Володимир Прокопович
- Ткаченко Микола Михайлович
- Ткачов В'ячеслав Матвійович
- Токар Хаїм Калманович
- Томас Стернз Еліот
- Турсункулов Хамракул
- Тушкан Георгій Павлович
- Тушнова Вероніка Михайлівна
- Фотіс Кондоглу
- Франтішек Лангер
- Ширлі Джексон
- Шкрумеляк Юрій Андрійович

## Нові книжки
- Френк Герберт. Дюна.